# William Feimster Tucker
William Feimster Tucker (9 mai 1827 - 14 septembre 1881) est un brigadier général dans l'armée des États confédérés pendant la guerre de Sécession.

## Avant la guerre
Tucker naît dans le comté d'Iredell, en Caroline du Nord. Il fréquente l'université Emory et Henry à Abingdon, en Virginie et est diplômé en 1848. Cette même année, il part à Houston, au Mississippi. En 1855, il est élu juge successoral du comté de Chickasaw. Tucker étudie ensuite le droit et est admis au barreau et commence à pratiquer.

## Guerre de Sécession
Tucker entre dans l'armée confédérée en tant que capitaine de la compagnie K, du 11th Mississippi Infantry. Il fait partie de la brigade de Barnard Bee lors de la première bataille de Bull Run. 
Peu de temps après la compagnie de Tucker est envoyé dans l'Ouest et est intégrée au  41st Mississippi Infantry. Tucker est nommé colonel du régiment en mai 1862. Il dirige le régiment lors des batailles de Perryville, Murfreesboro, de Chickamauga, et de Chattanooga, avant d'être promu brigadier général avec une date de prise de rang au 1er mars 1864. Le service sur le terrain de Tucker se termine cet été là après avoir subi une grave blessure à la bataille de Resaca au cours de la campagne d'Atlanta. Jacob H. Sharp lui succède au commandement de la cinquième brigade de la division d'Edward Johnson du corps de Stephen Dill Lee de l'armée du Tennessee.
Dans les dernières semaines de la guerre, il commande le district du sud du Mississippi et de l'est de la Louisiane.

## Après-Guerre et meurtre
Après la guerre, Tucker retourne dans le comté de Chickasaw et pratique de nouveau le droit. Il est élu à la législature de l'état en 1876 et 1878. Il est assassiné le 14 septembre 1881, à Okolona, Mississippi. On allègue qu'un homme contre lequel Tucker avait une affaire en cours, a embauché deux hommes pour l'assassiner.